# James Herriot
Ne doit pas être confondu avec Jim Herriot.
Pour les articles homonymes, voir Herriot.
James Herriot est le nom de plume d'Alfred Wight (1916 - 1995), un vétérinaire et écrivain britannique,.

## Biographie
Wight est né le 3 octobre 1916 à Sunderland, dans le Nord-Est de l'Angleterre. Il n'a que trois semaines quand sa famille déménage à Glasgow, en Écosse. Il fait ses études au Yoker Primary School et au Hillhead High School.
En 1939, à l'âge de 23 ans, il reçoit son diplôme de chirurgien-vétérinaire au Glasgow Veterinary College. L'année suivante, il exerce en tant que vétérinaire de campagne dans la ville de Thirsk, dans le Yorkshire du Nord, où il passe sa vie. Le 5 novembre 1941, il épouse Joan Catherine Anderson Danbury qui figure dans ses livres sous le nom de Helen Alderson. Le couple a deux enfants, James Alexander (Jim), qui devient lui aussi vétérinaire, et Rosemary (Rosie), qui suit une carrière de médecin.
En 1969, il écrit If Only They Could Talk, le premier livre d'une série semi-autobiographique traitant de son métier de vétérinaire dans le Yorkshire et de sa vie dans la RAF durant la Seconde Guerre mondiale. Dans ses livres, il se présente sous le pseudonyme de James Herriot, et change le nom de sa ville de Thirsk en Darrowby.
Dans ses premières années, il vit dans un studio au-dessus de son cabinet de vétérinaire, avant de s'installer avec sa femme dans une maison près de Topcliffe Road, toujours à Thirsk. Il déménage plus tard avec sa famille dans le village de Thirlby, à six kilomètres de Thirsk, village dans lequel il vit jusqu'à sa mort.
Ses livres, dans lesquels il raconte de nombreuses anecdotes comiques et des incidents représentatifs de la vie d'un vétérinaire, ont beaucoup de succès, et à l'époque de sa mort, il est l'un des auteurs les plus vendus au Royaume-Uni et aux États-Unis[réf. souhaitée]. Cependant malgré son succès littéraire, il continue à exercer la médecine vétérinaire presque jusqu'à sa mort, avec son collègue Donald Sinclair (nommé Siegfried Farnon dans les livres d'Herriot). Il utilise un nom de plume car la loi anglaise interdit la publicité pour les vétérinaires. Il choisit ce nom après avoir vu la performance exceptionnelle du gardien de but écossais Jim Herriot durant un match de football opposant le Birmingham City Football Club à Manchester United. Quant au frère de Donald, Brian, vétérinaire lui aussi, il lui donne le nom de Tristan Farnon dans ses œuvres.
Ses livres ont été adaptés en deux films et une série télévisée sur la BBC : All Creatures Great and Small (en).
Par ailleurs, ses livres suscitèrent de nombreuses vocations de vétérinaire de par le monde.
Il est décédé le 23 février 1995, d'un cancer de la prostate, au Lambert Memorial Hospital de Thirsk. Ses restes ont été incinérés et dispersés sur Sutton Bank. Son épouse est décédée en 1999.